# Neuville-sur-Touques
Neuville-sur-Touques település Franciaországban, Orne megyében. Lakosainak száma 237 fő (2022. január 1.). Neuville-sur-Touques Mardilly, Aubry-le-Panthou, Chaumont, Roiville és Sap-en-Auge községekkel határos.

## Népesség
A település népességének változása:
| Lakosok száma | 239  | 228  | 229  | 226  | 227  | 227  | 230  | 232  | 237  |
|               | 2013 | 2015 | 2016 | 2017 | 2018 | 2019 | 2020 | 2021 | 2022 |